# Herbert Juttke
Herbert Wilhelm Victor Juttke (* 24. Februar 1897 in London; † 27. März 1952 in Frankfurt am Main) war ein deutscher Drehbuchautor.

## Leben
Herbert Juttke war ein Sohn des Industriellen Julius Juttke (1863–1941) und der Lehrerin Juli Veit (1857–1935), er hatte zwei Geschwister. 1920 gründete Juttke, der kurz nach dem Ersten Weltkrieg als Dramaturg bei der Karfiol-Film begonnen hatte, gemeinsam mit seinem Geschäftspartner Georg Isenthal die Kiteg GmbH, die Midas-Film GmbH und die Ilag-Film Juttke & Isenthal. Ihre erste gemeinsame Produktion war Von morgens bis mitternachts nach der Vorlage eines Schauspiels von Georg Kaiser und seinem eigenen Drehbuch. Das Werk erwies sich als richtungweisend für das expressionistische Kino.
Juttke begann 1926 mit dem regelmäßigen Schreiben von Drehbüchern. In Zusammenarbeit mit Georg C. Klaren erwies er sich als produktiver Drehbuchautor in unterschiedlichsten Genres, darunter wiederholt auf sexualaufklärerischem Gebiet.
Nach der Machtergreifung der Nationalsozialisten 1933 emigrierte Juttke, der aus einer jüdischen Familie stammte, nach Frankreich. Bis zum Ausbruch des Zweiten Weltkriegs 1939 war er dort als Co-Autor an mehreren Filmen beteiligt. Auch nach Kriegsende blieb Juttke in seiner Wahlheimat wohnhaft. Er starb 1952 im Universitätsklinikum Frankfurt.
Von 1922 bis 1926 war Juttke mit Lottchen Dessau verheiratet.

## Filmografie (als Drehbuchautor)
| - 1920: Von morgens bis mitternachts (auch Produktion) - 1926: Wie bleibe ich jung und schön – Ehegeheimnisse - 1926: Das graue Haus - 1926: Die Kleine und ihr Kavalier - 1926: Die Warenhausprinzessin - 1926: Gern hab’ ich die Frauen geküßt - 1927: Ein Mordmädel - 1927: Gehetzte Frauen - 1927: Kleinstadtsünder - 1927: Feme - 1927: Der große Unbekannte - 1927: Liebelei - 1927: Dr. Bessels Verwandlung - 1927: Mein Leben für das Deine - 1928: Freiwild - 1928: Die Dame und ihr Chauffeur - 1928: Casanovas Erbe - 1928: In Werder blühen die Bäume... - 1928: Geschlecht in Fesseln - 1928: Eine Nacht in London - 1928: Der Herr vom Finanzamt - 1929: Hingabe - 1929: Somnambul | - 1929: Cagliostro - 1929: Meineid - 1929: Das Recht der Ungeborenen - 1929: Kolonne X - 1929: Der Hund von Baskerville - 1929: § 173 St.G.B. Blutschande / Strafbare Ehen - 1929: Ehe in Not - 1930: Zärtlichkeit (Manuskript) - 1930: Gehetzte Mädchen - 1931: Das Schicksal einer schönen Frau (Madame Blaubart) - 1931: Mary - 1931: Zwischen Nacht und Morgen - 1932: Kitty schwindelt sich ins Glück (Drehbuch und Regie) - 1933: Tausend für eine Nacht - 1933: Liebe muß verstanden sein - 1933: Spione am Werk - 1937: Weiße Fracht für Rio (Cargaison blanche) - 1937: Gebrandmarkt (Forfaiture; Szenario) - 1937: Alibi (L’Alibi; Adaption) - 1939: Coups de feu - 1940: Christiane – Eine Frau auf der Flucht (L’Émigrante) - 1942: Alibi |